# (2858) Carlosporter
(2858) Carlosporter es un asteroide perteneciente al cinturón de asteroides descubierto el 1 de diciembre de 1975 por Carlos Torres y Sergio Barros desde la estación de Cerro El Roble, Chile.

## Designación y nombre
Carlosporter se designó al principio como 1975 XB.
Más tarde fue nombrado en honor del zoólogo chileno Carlos Porter (1867-1942).

## Características orbitales
Carlosporter orbita a una distancia media del Sol de 2,267 ua, pudiendo acercarse hasta 1,826 ua y alejarse hasta 2,708 ua. Su excentricidad es 0,1945 y la inclinación orbital 6,698°. Emplea 1247 días en completar una órbita alrededor del Sol.